# فرانچیسک زیمرمان
فرانچیسک زیمرمان (رومانیایی: Francisc Zimmermann؛ ۱۹۰۰ – نامشخص) بازیکن فوتبال اهل رومانی بود.
وی همچنین در تیم ملی فوتبال رومانی بازی کرده‌است.